# Czas (językoznawstwo)
Czas – kategoria językowa określająca w czasie czynność, zjawisko lub stan, o których mowa w zdaniu.
Czas, wraz z trybem, aspektem, stroną i osobą, jest charakterystyczny dla czasownika, zwłaszcza w językach indoeuropejskich.
Czasu często nie daje się łatwo przełożyć z jednego języka na drugi. Mimo istnienia we wszystkich językach prostego czasu teraźniejszego zakres jego użycia może podlegać znaczącym wahaniom, np. język hiszpański używa go w celu opisania czynności właśnie trwających, podczas gdy angielski stosuje go do ogólnego scharakteryzowania jakiegoś wydarzenia, a w języku japońskim czas ten należałoby raczej nazwać „nieprzeszłym”, gdyż wyraża także przyszłe zdarzenia.
Swoje odbicie w formach czasu i trybu może znaleźć m.in. stopień pewności mówcy do przekazywanej informacji, częstotliwość wykonywanej czynności, jej trwanie lub zakończenie, a nawet to, czy była poznana osobiście, czy zasłyszana. Prowadzi to do powstawania nowych teorii, różnie określających liczbę czasów w danym języku.
W językoznawstwie wyróżnia się zazwyczaj następujące czasy:
- plusquamperfectum – zaprzeszły
- perfekt (perfectum) – przeszły dokonany, często o pewnym związku z teraźniejszością
- aoryst (aoristum) – przeszły dokonany
- imperfekt (imperfectum) – przeszły niedokonany, opisowy
- praesens – teraźniejszy
- futurum II (exactum) – przedprzyszły
- futurum I – przyszły

Powyższe zestawienie charakterystyczne jest jednak przede wszystkim dla języków indoeuropejskich (z zastrzeżeniem, że nie każdy język tej rodziny dysponuje wszystkimi czasami z listy). Istnieją też języki o zupełnie odmiennym systemie czasów, takie jak np. język hopi, długo uznawany za język zupełnie pozbawiony czasów; zwraca się jednak w jego przypadku uwagę na opozycję kategorii gramatycznej subiektywności i obiektywności w opisie zdarzeń jako na system analogiczny do czasowego.
W niektórych językach świata (np. w części języków austronezyjskich czy też w języku chińskim) nie występuje gramatyczna kategoria czasu (nie jest wyrażany morfologicznie), przy czym czas może być określony przy użyciu dodatkowych elementów zdaniowych (partykuł, przysłówków).
Tradycyjne (oparte na analizie języków indoeuropejskich) rozumienie kategorii czasu bywa zatem mało użyteczne w przypadku języków spoza tej rodziny.

## Język polski
W języku polskim występują trzy czasy:
|               |               |               | Czasy         | Czasy                     | Czasy | Czasy  | Czasy                                                |
| Morfologiczne | Morfologiczne | Morfologiczne | Morfologiczne | Z czasownikiem posiłkowym |       |        |                                                      |
| Przeszły      | Przeszły      | Teraźniejszy  | Przyszły      | Przyszły                  |       |        |                                                      |
| Dokonany      | Niedokonany   | Teraźniejszy  | Prosty        | Złożony                   |       |        |                                                      |
| ------------- | ------------- | ------------- | ------------- | ------------------------- | ----- | ------ | ---------------------------------------------------- |
| 1 os.         | l. mn         | l. mn         | zjedliśmy     | jedliśmy                  | jemy  | zjemy  | będziemy jeść/jedli                                  |
| 1 os.         | l. poj        | l. poj        | zjadłem       | jadłem                    | jem   | zjem   | będę jeść/jadł                                       |
| 2 os.         | l. mn         | l. mn         | zjedliście    | jedliście                 | jecie | zjecie | będziecie jeść/jedli                                 |
| 2 os.         | l. poj        | l. poj        | zjadłeś       | jadłeś                    | jesz  | zjesz  | będziesz jeść/jadł                                   |
| 3 os.         | l. mn         | l. mn         | zjedli        | jedli                     | jedzą | zjedzą | będą jeść/jedli                                      |
| 3 os.         | l. poj        | On            | zjadł         | jadł                      | je    | zje    | będzie jeść/jadł będzie jeść/jadła będzie jeść/jadło |
| 3 os.         | l. poj        | Ona           | zjadła        | jadła                     | je    | zje    | będzie jeść/jadł będzie jeść/jadła będzie jeść/jadło |
| 3 os.         | l. poj        | Ono           | zjadło        | jadło                     | je    | zje    | będzie jeść/jadł będzie jeść/jadła będzie jeść/jadło |

Podział czasu przyszłego na prosty i złożony bywa jednak w polszczyźnie kwestionowany z uwagi na fakt, że w pierwszym występują tylko czasowniki dokonane, w drugim tylko niedokonane – są to więc raczej różne sposoby budowania jednego czasu przyszłego dla czasowników o różnych aspektach. Z drugiej strony za wyróżnieniem dwóch czasów przyszłych przemawia ich różna konstrukcja (w szczególności użycie czasownika posiłkowego w czasie złożonym, którego brak w czasie prostym).
Natomiast w czasie przeszłym czasowniki o różnych aspektach nie tworzą odrębnych form gramatycznych (np. czasowniki pisać i napisać przyjmują w czasie przeszłym formy identycznie pod względem fleksyjnym).
Czas zaprzeszły istniał w dawnej polszczyźnie i dziś w mowie potocznej jest nieużywany. W języku pisanym i uroczystym bywa stosowany w sytuacjach szczególnych, dla podkreślenia uprzedniości czasowej danego zdarzenia np. Rozmawiałem z człowiekiem, którego spotkałem był w teatrze (czasownik spotkałem był dotyczy zdarzenia wcześniejszego, nierównoczesnego).

## Język angielski
Angielski ma tylko dwa czasy morfologiczne: teraźniejszy (lub nie-przeszły), jak w He goes (On idzie), i przeszły (lub przedterminowy), jak w He went (On poszedł). Nie-przeszłość zwykle odnosi się do teraźniejszości, ale czasem do przyszłości (jak w bus leaves tomorrow (autobus odjeżdża jutro)). (Czasami jednak odwołuje się do przeszłości w tak zwanej teraźniejszości historycznej).
Konstrukcje z czasownikami posiłkowymii will (będzie) i shall (powinno) odnoszą się także do przyszłości (chociaż mają również inne zastosowania); są one często określane jako czas przyszły angielski. Rzadziej formy z czasownikami posiłkowymi would (końcówka -by) i (rzadziej) should (powinno) są opisywane jako czas względny, przyszłość w przeszłości który na polski tłumaczy w trybie przypuszczającym. (Te same formy są używane dla warunkowego nastroju i dla różnych innych znaczeń.)
Teraźniejszość i przeszłość są rozróżniane przez formę czasownika, używając albo przegłosu (sing (s) ~ sang), albo imiesłowu (walk (s) ~ walked).
Angielski ma również ciągły (progresywny) aspekt i aspekt dokonany; razem tworzą cztery typy aspektowe: proste, ciągłe, dokonany i dokonany ciągły. Każdy z nich może łączyć się z czasami, tworząc duży zestaw różnych konstrukcji, głównie obejmujących jeden lub więcej czasowników pomocniczych wraz z imiesłowem lub bezokolicznikiem:
|               |                             | Czasy                     | Czasy                     | Czasy                | Czasy                 |
| Morfologiczne | Morfologiczne               | Z czasownikiem posiłkowym | Z czasownikiem posiłkowym |                      |                       |
| Teraźniejszy  | Przeszły                    | Przyszły                  | Przyszły w przeszłości    |                      |                       |
| ------------- | --------------------------- | ------------------------- | ------------------------- | -------------------- | --------------------- |
| Aspekty       | Prosty                      | go(es)                    | went                      | will go              | would go              |
| Aspekty       | Ciągły                      | am/is/are going           | was/were going            | will be going        | would be going        |
| Aspekty       | Dokonany, zaprzeszły        | have/has gone             | had gone                  | will have gone       | would have gone       |
| Aspekty       | Dokonany, zaprzeszły ciągły | have/has been going       | had been going            | will have been going | would have been going |